# Bartleson-Bidwell Party
Die Bartleson-Bidwell Party (von engl. party = Reisegruppe), geführt von John Bartleson und John Bidwell, war die erste Siedlergruppe, die 1841 mit Planwagen von Missouri nach Kalifornien reiste und, wenn auch ohne die Wagen, die Sierra Nevada von Ost nach West überquerte.

## Geschichte
Kalifornien war seit 1821 (bis 1848) mexikanische Provinz. Die mexikanische Regierung förderte zeitweise die Besiedlung durch Einwanderung, doch nach dem Regierungsantritt Santa Annas 1833 wurden die ersten Siedler wieder vertrieben.
Dr. John Marsh (1799–1856) war 1836 nach Kalifornien gekommen und mexikanischer Staatsbürger geworden. Er kaufte 1837 eine Ranch in der Gegend des heutigen Brentwood. Er war besorgt wegen der korrupten mexikanischen Behörden sowie russischer, französischer und englischer Bestrebungen, sich Kalifornien anzueignen. Daher begann er eine Briefkampagne, mit der er US-amerikanische Siedler nach Kalifornien locken wollte; die Briefe wurden vielfach kopiert und in Zeitungen veröffentlicht. Marsh lud die künftigen Siedler auf seine Ranch ein, bis sie eigenes Land gefunden hätten. Er schlug auch eine Route vor, wie sie am besten nach Kalifornien kommen könnten.
Im Winter 1840/41 wurde in Missouri die Western Emigration Society gegründet, um Siedler nach Kalifornien zu bringen; 500 Interessierte ließen sich als Mitglieder registrieren. Im Mai 1841 wurde bei Westport, heute Teil von Kansas City (Missouri), ein Planwagen-Treck zusammengestellt; die Reisegruppe hatte über 60 Teilnehmer unter der Führung von John Bartleson als Captain und John Bidwell, dem Sekretär der Gruppe, der auch eine Art Tagebuch führte. Die Gruppe schloss sich der Jesuiten-Missionsgruppe von Pater Pierre-Jean De Smet an, die von Thomas „Broken Hand“ Fitzpatrick geleitet wurde, und brach am 19. Mai 1841 auf. Zunächst folgten sie dem bereits seit 1824 regelmäßig benutzten Oregon Trail über den South Pass, den sie am 18. Juli passierten. Die Bartleson-Bidwell-Gruppe trennte sich am 11. August in Soda Springs von Fitzpatrick und der Missionarsgruppe, die nach Oregon weiterzog. Etwa die Hälfte der Siedlergruppe beschloss, ebenfalls den bekannten Weg nach Oregon zu nehmen.
Von nun an war die verbleibende Bartleson-Bidwell Party mit 9 Planwagen, 32 Männern, einer Frau und einem Baby auf sich selbst gestellt. Die von Marsh empfohlene Route, der California Trail, basierte auf den Erfahrungen von Jedediah Smith, Peter Skene Ogden und Joseph R. Walker. Diese Route führte südwestlich von Soda Springs am Bear River entlang Richtung Großer Salzsee und dann westlich zum Humboldt River (damals Mary’s River). Am 12. September wurde in der Nähe von Lucin im heutigen Utah der erste Wagen zurückgelassen. Am 16. September wurden die verbleibenden Wagen in der Nähe von Wells in Nevada aufgegeben; diese Wagen wurden 1846 von einer anderen Reisegruppe aufgefunden. Die Gruppe reiste jetzt nur mithilfe ihrer Pferde, Mulis und Ochsen, die ihnen auch als Nahrung dienten. Am 26. September erreichten sie den Humboldtfluss, am 15. Oktober den Fuß der Sierra Nevada. Sie überquerten das Gebirge wahrscheinlich am später so genannten Ebbetts Pass. Am 30. Oktober kamen sie durch den Stanislaus River Canyon ins San Joaquin Valley. Am 4. November 1841 erreichte die Gruppe mit letzten Kräften die Ranch von John Marsh.